# 生鐵廚具

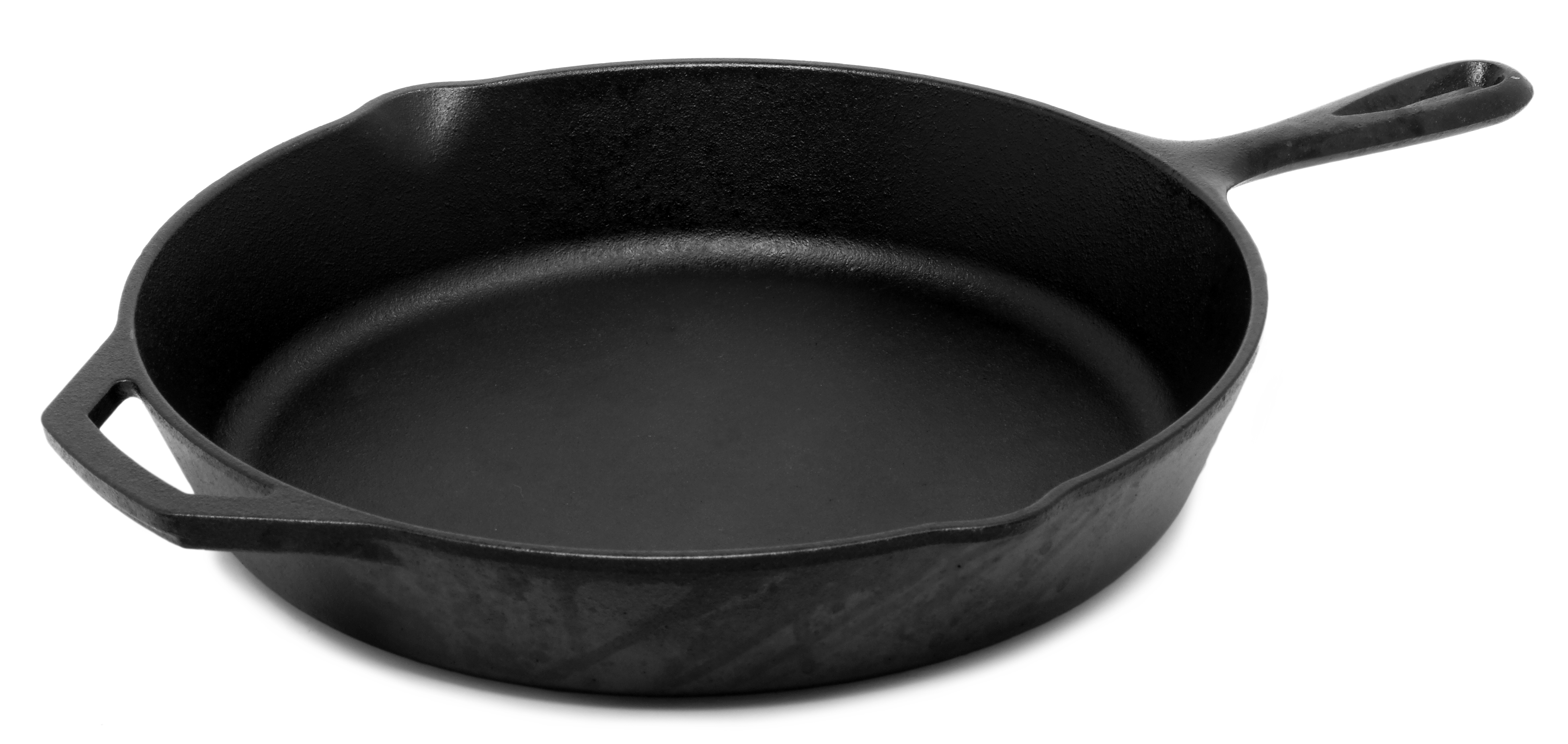
生鐵廚具

生鐵廚具是一種耐熱性跟保溫性都很高的烹飪工具。特點是比較重，傳統的生鐵廚具，因爲沒有凃層，缺點是容易生銹，所以現在除了酒樓外，很少在家庭裏使用。
新型的生鐵廚具都加了凃層，最普遍的是廚具成型后，以高溫加熱氧化表面成爲氧化層，此氧化層除了能保護廚具較能抵禦生銹，在高溫煮食時，也能成爲一層防粘膜。
新型的生鐵廚具，加了搪瓷在外，完全阻隔廚具與空氣的接觸，所以完全不會生銹，但價格較高。
生鐵廚具非常適合於炒菜，溫度穩定，菜不會出水，菜汁保留在菜裏面。
也適合用於燜焗，油炸等需要平均溫度的煮食方法。
保養
無凃層生鐵廚具由於非常容易生銹，每次使用之後都需要塗一層薄薄的油作保養，新買回來的無凃層生鐵廚具，由於脫模後從沒有用過，所以要經過所謂"開鑊"，才能用，方法是加豬油韭菜煮了，隔天才清理後就能用。
氧化層生鐵廚具用后擦乾，加溫去水，一般都不會生銹，長期不用的話，塗一層薄薄的油作保養。
加了搪瓷的生鐵廚具，幾乎不用保養，用后洗乾淨就行。